# 尼康D500
Nikon D500是尼康公司于2016年发布的专业级APS-C数码单镜头反光相机。相比尼康D300S，D500包括全新约2,133万的CMOS图像传感器，以及全新的EXPEED5图像处理器，提升了连拍速度和ISO范围。以及全新改进的153点99十字型对焦系统。

## 特点
尼康D500在上代尼康D300S的基础上提供了以下新功能和改进：
- 重新设计的约2,133万CMOS图像传感器
- EXPEED5 图像处理器
- ISO 100-51200（可扩展至ISO 50-1,640,000）
- 每秒30帧拍摄UHD 4K视频（3840×2160），HDMI输出
- 改进自动对焦和跟踪对焦算法
- 提升连拍速度（最高每秒10张）
- 可触摸操作的显示屏
- 可以同时使用一张高速（UHS-II型）SD卡和一张高速XQD卡[2][3][4][5]